# Schweizer Parlamentswahlen 1911/Resultate Nationalratswahlen

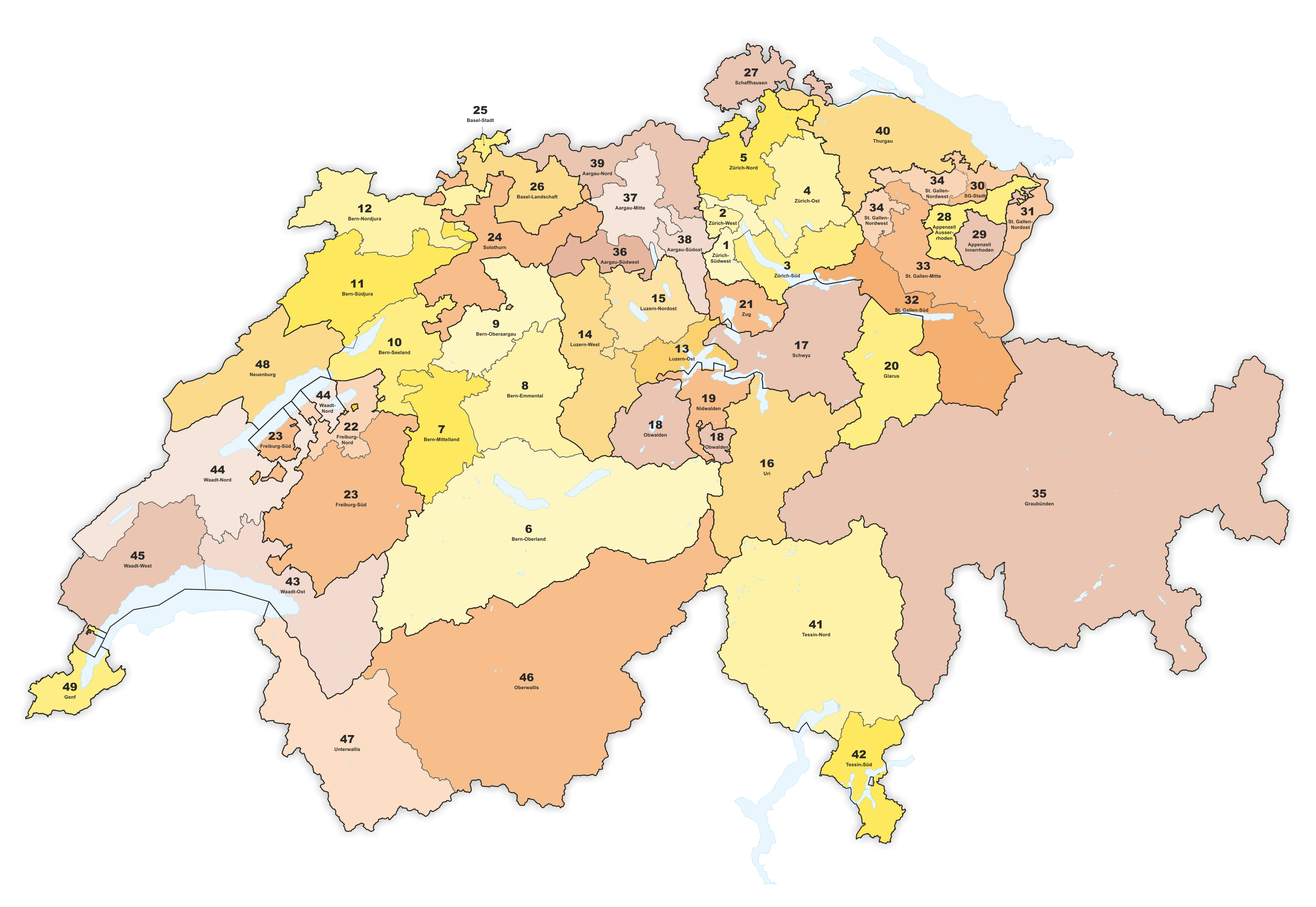
Nationalratswahlkreise von 1911 bis 1919

Die Nationalratswahlen der 22. Legislaturperiode fanden am 29. Oktober 1911 statt. Neu zu besetzen waren 189 Sitze im schweizerischen Nationalrat (22 mehr als zuvor). Auf dieser Seite findet sich eine Übersicht über die detaillierten Resultate in den Kantonen.

## Erklärungen
Wie bei allen Wahlen vor der Einführung des heute üblichen Proporzwahlrechts im Jahr 1919 gelangte das Majorzwahlrecht zur Anwendung. Das Land war zu diesem Zweck in 49 unterschiedlich grosse Nationalratswahlkreise unterteilt, in denen ein bis acht Sitze zu vergeben waren. Angewendet wurde die so genannte romanische Mehrheitswahl, bei der ein Kandidat die absolute Mehrheit der abgegebenen Stimmen benötigte, um gewählt zu werden. Jeder Wähler hatte so viele Stimmen, wie Sitze zu vergeben waren.
- Wahlkreis: Die Wahlkreise waren fortlaufend nummeriert, geordnet nach der Reihenfolge der Kantone in der schweizerischen Bundesverfassung. Aufgrund der wechselnden Anzahl Wahlkreise im Laufe der Jahre erhielten manche mehrmals eine neue Nummer. Deshalb besitzen die weiterführenden Artikel ein Lemma mit einer inoffiziellen geographischen Bezeichnung.
- Gewählte Kandidaten sind fett markiert, nicht gewählte Kandidaten sind kursiv markiert

## Parteien
Eine Zuordnung von Kandidaten zu Parteien und politischen Gruppierungen ist (mit Ausnahme der Freisinnigen und Sozialdemokraten) nur bedingt möglich, da sie nicht auf offiziellen Parteilisten kandidierten. Der politischen Wirklichkeit des frühen 20. Jahrhunderts entsprechend kann man eher von Parteiströmungen oder -richtungen sprechen. Die verwendeten Parteibezeichnungen sind daher eine ideologische Einschätzung.
- FDP = Freisinnig-Demokratische Partei
- DVV = Demokratisch-volkswirtschaftliche Vereinigung (zur FDP-Fraktion gehörend)
- LM = Liberale Mitte (Liberale, Liberaldemokraten)
- KK = Katholisch-Konservative
- ER = Evangelische Rechte (evangelische/reformierte Konservative)
- DL = Demokratische Linke (sozialpolitische Gruppe, Demokratische Partei)
- SP = Sozialdemokratische Partei
- RP = Rheinkreispartei (linke FDP-Dissidenten im Kanton Aargau)

## Ergebnisse der Nationalratswahlen

### Kanton Aargau (12 Sitze)
| Wahlkreis | Sitze | Datum                           | Wahlbe- rechtigte | Anzahl Wählende | Wahlbe- teiligung | Gewählte und Nichtgewählte                                                                             | Partei            | Stimmen                                   | Anteil                                    |
| --------- | ----- | ------------------------------- | ----------------- | --------------- | ----------------- | --- | ----------------- | ----------------------------------------- | ----------------------------------------- |
| Nr. 36    | 3     | 29. Oktober 1911                | 10 942            | 9 097           | 83,1 %            | Johann Rudolf Suter Otto Hunziker Alwin Weber Friedrich Pabst                                          | FDP FDP SP        | 07 665 07 542 05 896 02 273               | 92,1 % 90,7 % 70,9 % 27,3 %               |
| Nr. 37    | 4     | 29. Oktober 1911                | 15 911            | 13 312          | 83,7 %            | Hans Müri Conradin Zschokke Hans Siegrist Heinrich Eugen Abt Otto Suter Max Alphonse Erismann          | FDP FDP SP sonst. | 10 515 10 312 08 521 07 311 03 148 00 811 | 89,4 % 87,7 % 72,5 % 62,2 % 26,7 % 06,9 % |
| Nr. 38    | 1     | 29. Oktober 1911                | 6 165             | 4 630           | 75,1 %            | Jakob Nietlispach                                                                                      | KK                | 03 270                                    | 87,1 %                                    |
| Nr. 39    | 4     | 29. Oktober 1911                | 16 949            | 14 478          | 85,4 %            | Alfred Wyrsch Franz Xaver Eggspühler Josef Jäger Gustav Adolf Ursprung Hans Müri Franz Josef Waldmeyer | KK KK RP SP RP    | 11 880 11 682 09 124 06 251 05 204 03 830 | 87,9 % 86,4 % 67,5 % 46,2 % 38,5 % 28,3 % |
| Nr. 39    | 4     | 12. November 1911 (2. Wahlgang) | 16 950            | 14 090          | 83,1 %            | Gustav Adolf Ursprung Hans Müri                                                                        | FDP SP            | 07 031 05 291                             | 49,9 % 37,5 %                             |

### Kanton Appenzell Ausserrhoden (3 Sitze)
| Wahlkreis | Sitze | Datum            | Wahlbe- rechtigte | Anzahl Wählende | Wahlbe- teiligung | Gewählte und Nichtgewählte                                                                             | Partei         | Stimmen                             | Anteil                                    |
| --------- | ----- | ---------------- | ----------------- | --------------- | ----------------- | --- | -------------- | ----------------------------------- | ----------------------------------------- |
| Nr. 28    | 3     | 29. Oktober 1911 | 13 946            | 10 559          | 75,7 %            | Arthur Eugster Howard Eugster Johannes Eisenhut Alfred Hofstetter Johann Jakob Tobler Johannes Baumann | FDP SP FDP FDP | 7 667 6 028 5 900 2 050 1 761 0 503 | 77,7 % 61,1 % 59,8 % 20,8 % 17,8 % 05,1 % |

### Kanton Appenzell Innerrhoden (1 Sitz)
| Wahlkreis | Sitze | Datum            | Wahlbe- rechtigte | Anzahl Wählende | Wahlbe- teiligung | Gewählte und Nichtgewählte | Partei | Stimmen | Anteil |
| --------- | ----- | ---------------- | ----------------- | --------------- | ----------------- | -------------------------- | ------ | ------- | ------ |
| Nr. 29    | 1     | 29. Oktober 1911 | 2 853             | 2 191           | 76,8 %            | Adolf Steuble              | KK     | 1 616   | 73,7 % |

### Kanton Basel-Landschaft (4 Sitze)
| Wahlkreis | Sitze | Datum            | Wahlbe- rechtigte | Anzahl Wählende | Wahlbe- teiligung | Gewählte und Nichtgewählte                                                                | Partei       | Stimmen                             | Anteil                                    |
| --------- | ----- | ---------------- | ----------------- | --------------- | ----------------- | ----------------------------------------------------------------------------------------- | ------------ | ----------------------------------- | ----------------------------------------- |
| Nr. 26    | 4     | 29. Oktober 1911 | 15 866            | 6 618           | 41,7 %            | Albert Schwander Jakob Buser Johannes Suter Hermann Straumann Paul Degen Theophil Zumthor | DL FDP KK SP | 5 677 5 195 4 936 3 570 1 670 1 235 | 91,3 % 83,8 % 79,4 % 57,4 % 26,8 % 19,6 % |

### Kanton Basel-Stadt (7 Sitze)
| Wahlkreis | Sitze | Datum                          | Wahlbe- rechtigte | Anzahl Wählende | Wahlbe- teiligung | Gewählte und Nichtgewählte | Partei                            | Stimmen                                               | Anteil                                                         |
| --------- | ----- | ------------------------------ | ----------------- | --------------- | ----------------- | --- | --------------------------------- | ----------------------------------------------------- | -------------------------------------------------------------- |
| Nr. 25    | 7     | 29. Oktober 1911               | 22 930            | 12 110          | 52,8 %            | Bernhard Jäggi Johannes Frei Johann Emil Müry Isaak Iselin-Sarasin Carl Christoph Burckhardt Christian Rothenberger Rudolf Gelpke Emil Göttisheim Albert Joos | SP SP FDP LM FDP sonst. FDP KK    | 5 653 5 078 4 189 4 044 3 971 3 851 3 570 3 530 2 160 | 46,9 % 42,1 % 34,7 % 33,5 % 32,9 % 31,9 % 29,6 % 29,3 % 17,9 % |
| Nr. 25    | 7     | 5. November 1911 (2. Wahlgang) | 22 930            | 13 410          | 58,5 %            | Bernhard Jäggi Johannes Frei Johann Emil Müry Isaak Iselin-Sarasin Christian Rothenberger Carl Christoph Burckhardt Emil Göttisheim Rudolf Gelpke Albert Joos | SP SP FDP LM FDP LM FDP sonst. KK | 7 099 6 429 5 004 4 588 4 296 4 211 3 782 3 609 2 844 | 52,9 % 47,9 % 37,3 % 34,2 % 32,0 % 31,4 % 28,2 % 26,9 % 21,2 % |

### Kanton Bern (32 Sitze)
| Wahlkreis | Sitze | Datum                           | Wahlbe- rechtigte | Anzahl Wählende | Wahlbe- teiligung | Gewählte und Nichtgewählte | Partei              | Stimmen                                                        | Anteil                                                         |
| --------- | ----- | ------------------------------- | ----------------- | --------------- | ----------------- | --- | ------------------- | -------------------------------------------------------------- | -------------------------------------------------------------- |
| Nr. 6     | 6     | 29. Oktober 1911                | 26 347            | 13 809          | 52,4 %            | Robert Stucki Emil Lohner Arnold Gottlieb Bühler Johann Jakob Rebmann Johann Friedrich Michel Hermann Schüpbach Samuel Scherz  | FDP FDP SP          | 10 960 10 748 10 671 10 330 10 183 06 930 06 416               | 80,4 % 78,9 % 78,3 % 75,8 % 74,7 % 50,8 % 47,1 %               |
| Nr. 7     | 7     | 29. Oktober 1911                | 32 807            | 18 665          | 56,9 %            | Johann Hirter Johann Jenny Michael Bühler Jakob Scheidegger Gustav Müller Gustav König Ernst Wyss Oskar Schneeberger Karl Moor | FDP FDP SP ER SP SP | 11 237 10 877 10 603 10 438 08 891 08 700 08 676 07 850 07 409 | 60,5 % 58,5 % 57,0 % 56,1 % 47,8 % 46,8 % 46,7 % 42,2 % 39,8 % |
| Nr. 7     | 7     | 12. November 1911 (2. Wahlgang) | 33 160            | 19 178          | 57,8 %            | Gustav Müller Gustav König Ernst Wyss Oskar Schneeberger Karl Moor                                                             | SP ER SP SP         | 14 232 10 952 10 946 08 175 07 789                             | 82,0 % 63,1 % 63,0 % 47,1 % 44,8 %                             |
| Nr. 8     | 4     | 29. Oktober 1911                | 19 057            | 4 751           | 24,9 %            | Fritz Bühlmann Johann Jakob Schär Fritz Zumstein Friedrich Minder                                                              | FDP FDP FDP         | 04 504 04 462 04 405 04 368                                    | 96,7 % 95,8 % 94,6 % 93,8 %                                    |
| Nr. 9     | 4     | 29. Oktober 1911                | 20 035            | 7 202           | 35,9 %            | August Rikli Arnold Gugelmann Michael Hofer Friedrich Buri                                                                     | SP FDP FDP          | 06 720 05 825 05 696 05 638                                    | 95,2 % 82,5 % 80,7 % 79,8 %                                    |
| Nr. 10    | 5     | 29. Oktober 1911                | 19 931            | 8 447           | 42,4 %            | Alfred Moll Jakob Freiburghaus Eduard Will Karl Scheurer Johann Näher                                                          | FDP FDP SP          | 05 599 05 585 05 579 05 391 04 259                             | 67,0 % 66,8 % 66,8 % 64,5 % 51,0 %                             |
| Nr. 11    | 3     | 29. Oktober 1911                | 13 567            | 4 818           | 35,5 %            | Virgile Rossel Albert Gobat Albert Locher Émile Ryser                                                                          | FDP FDP SP          | 03 176 03 083 03 059 01 725                                    | 67,3 % 65,4 % 64,8 % 36,5 %                                    |
| Nr. 12    | 3     | 29. Oktober 1911                | 11 879            | 5 086           | 42,8 %            | Joseph Choquard Ernest Daucourt Henri Simonin                                                                                  | KK KK FDP           | 03 248 03 090 02 613                                           | 64,6 % 61,4 % 52,0 %                                           |

### Kanton Freiburg (7 Sitze)
| Wahlkreis | Sitze | Datum            | Wahlbe- rechtigte | Anzahl Wählende | Wahlbe- teiligung | Gewählte und Nichtgewählte                                                            | Partei    | Stimmen                       | Anteil                             |
| --------- | ----- | ---------------- | ----------------- | --------------- | ----------------- | ------------------------------------------------------------------------------------- | --------- | ----------------------------- | ---------------------------------- |
| Nr. 22    | 2     | 29. Oktober 1911 | 10 291            | 5 859           | 57,0 %            | Hermann Liechti Eugène Descheneaux Auguste Chassot                                    | FDP KK SP | 4 573 4 525 0 951             | 79,0 % 78,2 % 16,4 %               |
| Nr. 23    | 5     | 29. Oktober 1911 | 21 608            | 9 343           | 43,3 %            | Max de Diesbach Charles de Wuilleret Alphonse Théraulaz Eugène Grand A.-F.-L. Cailler | KK KK FDP | 8 742 8 681 8 639 8 602 8 209 | 95,0 % 94,4 % 93,9 % 93,5 % 89,2 % |

### Kanton Genf (8 Sitze)
| Wahlkreis | Sitze | Datum                           | Wahlbe- rechtigte | Anzahl Wählende | Wahlbe- teiligung | Gewählte und Nichtgewählte | Partei                               | Stimmen                                                                                         | Anteil |
| --------- | ----- | ------------------------------- | ----------------- | --------------- | ----------------- | --- | ------------------------------------ | ----------------------------------------------------------------------------------------------- | --- |
| Nr. 49    | 8     | 29. Oktober 1911                | 28 292            | 15 019          | 53,1 %            | Henri Fazy Marc-Eugène Ritzchel Victor Charbonnet Marc Peter Louis Willemin Gustave Ador Firmin Ody Jean Sigg Jules Vouaillat Jacques Rutty Alfred Georg François-César Hudry John Renaud Jean Rutishauser Jules Massard Edmond-Agénor Boissier | FDP FDP FDP LM KK SP FDP LM LM LM LM | 8 813 8 666 8 630 8 400 8 111 8 036 7 257 6 938 6 494 6 260 6 209 5 928 5 839 5 788 5 299 5 271 | 58,8 % 57,8 % 57,5 % 56,0 % 54,1 % 53,6 % 48,4 % 46,3 % 43,3 % 41,7 % 41,4 % 39,5 % 38,9 % 38,6 % 35,3 % 35,1 % |
| Nr. 49    | 8     | 12. November 1911 (2. Wahlgang) | 28 420            | 14 686          | 51,7 %            | Jean Sigg Firmin Ody Jacques Rutty Alfred Georg | SP KK LM LM                          | 8 063 7 799 6 212 6 122                                                                         | 54,9 % 53,1 % 42,2 % 41,6 %                                                                                     |

### Kanton Glarus (2 Sitze)
| Wahlkreis | Anzahl Sitze | Datum            | Wahlbe- rechtigte | Anzahl Wählende | Wahlbe- teiligung | Gewählte und Nichtgewählte | Partei | Stimmen     | Anteil        |
| --------- | ------------ | ---------------- | ----------------- | --------------- | ----------------- | -------------------------- | ------ | ----------- | ------------- |
| Nr. 20    | 2            | 29. Oktober 1911 | 8 196             | 4 585           | 55,9 %            | Eduard Blumer David Legler | DL DL  | 3 857 3 810 | 93,5 % 92,4 % |

### Kanton Graubünden (6 Sitze)
| Wahlkreis | Sitze | Datum            | Wahlbe- rechtigte | Anzahl Wählende | Wahlbe- teiligung | Gewählte und Nichtgewählte                                                                                       | Partei       | Stimmen                                          | Anteil                                           |
| --------- | ----- | ---------------- | ----------------- | --------------- | ----------------- | --- | ------------ | ------------------------------------------------ | ------------------------------------------------ |
| Nr. 35    | 6     | 29. Oktober 1911 | 25 748            | 14 500          | 56,3 %            | Johann Schmid Alfred von Planta Johann Anton Caflisch Eduard Walser Andrea Vital Paul Raschein sr. Arthur Gamser | KK LM FDP SP | 11 351 11 137 10 997 10 716 10 684 10 057 03 297 | 82,6 % 81,0 % 80,0 % 78,0 % 77,7 % 73,2 % 24,0 % |

### Kanton Luzern (8 Sitze)
| Wahlkreis | Sitze | Datum            | Wahlbe- rechtigte | Anzahl Wählende | Wahlbe- teiligung | Gewählte und Nichtgewählte                          | Partei      | Stimmen           | Anteil               |
| --------- | ----- | ---------------- | ----------------- | --------------- | ----------------- | --------------------------------------------------- | ----------- | ----------------- | -------------------- |
| Nr. 13    | 3     | 29. Oktober 1911 | 14 771            | 5 411           | 36,6 %            | Peter Knüsel Otto Sidler Hermann Heller             | FDP FDP FDP | 3 841 3 820 3 677 | 91,9 % 91,4 % 87,9 % |
| Nr. 14    | 2     | 29. Oktober 1911 | 11 223            | 3 744           | 33,4 %            | Anton Erni Josef Anton Balmer                       | KK KK       | 3 520 3 502       | 98,4 % 97,9 %        |
| Nr. 15    | 3     | 29. Oktober 1911 | 13 098            | 4 745           | 36,2 %            | Franz Moser-Schär Heinrich Walther Dominik Fellmann | KK KK KK    | 4 422 4 402 4 365 | 98,0 % 97,6 % 96,7 % |

### Kanton Neuenburg (7 Sitze)
| Wahlkreis | Sitze | Datum                          | Wahlbe- rechtigte | Anzahl Wählende | Wahlbe- teiligung | Gewählte und Nichtgewählte | Partei       | Stimmen                                                 | Anteil                                                  |
| --------- | ----- | ------------------------------ | ----------------- | --------------- | ----------------- | --- | ------------ | ------------------------------------------------------- | ------------------------------------------------------- |
| Nr. 48    | 7     | 29. Oktober 1911               | 31 385            | 16 802          | 53,5 %            | Charles Naine Louis Perrier Paul-Ernest Mosimann Louis-Alexandre Martin Jules-Albert Piguet Henri Calame Jules Calame Eugène Bonhôte | SP FDP LM LM | 06 704 06 179 06 130 06 129 06 015 05 893 04 774 04 587 | 40,9 % 37,7 % 37,4 % 37,4 % 36,7 % 35,9 % 29,1 % 28,0 % |
| Nr. 48    | 7     | 5. November 1911 (2. Wahlgang) | 31 428            | 22 204          | 70,7 %            | Charles Naine Louis Perrier Paul-Ernest Mosimann Louis-Alexandre Martin Jules-Albert Piguet Henri Calame Jules Calame Eugène Bonhôte | SP FDP LM LM | 10 043 07 839 07 809 07 807 07 687 07 554 05 782 05 567 | 45,9 % 35,8 % 35,7 % 35,7 % 35,1 % 34,5 % 26,4 % 25,4 % |

### Kanton Nidwalden (1 Sitz)
| Wahlkreis | Sitze | Datum            | Wahlbe- rechtigte | Anzahl Wählende | Wahlbe- teiligung | Gewählte und Nichtgewählte | Partei | Stimmen | Anteil |
| --------- | ----- | ---------------- | ----------------- | --------------- | ----------------- | -------------------------- | ------ | ------- | ------ |
| Nr. 19    | 1     | 29. Oktober 1911 | 3 213             | 665             | 20,7 %            | Karl Niederberger          | KK     | 638     | 98,0 % |

### Kanton Obwalden (1 Sitz)
| Wahlkreis | Anzahl Sitze | Datum            | Wahlbe- rechtigte | Anzahl Wählende | Wahlbe- teiligung | Gewählte und Nichtgewählte | Partei | Stimmen | Anteil |
| --------- | ------------ | ---------------- | ----------------- | --------------- | ----------------- | -------------------------- | ------ | ------- | ------ |
| Nr. 18    | 1            | 29. Oktober 1911 | 4 312             | 1 574           | 36,5 %            | Peter Anton Ming           | KK     | 1 462   | 96,8 % |

### Kanton Schaffhausen (2 Sitze)
| Wahlkreis | Sitze | Datum            | Wahlbe- rechtigte | Anzahl Wählende | Wahlbe- teiligung | Gewählte und Nichtgewählte                      | Partei     | Stimmen           | Anteil               |
| --------- | ----- | ---------------- | ----------------- | --------------- | ----------------- | ----------------------------------------------- | ---------- | ----------------- | -------------------- |
| Nr. 27    | 2     | 29. Oktober 1911 | 9 374             | 7 746           | 82,6 %            | Carl Spahn Robert Grieshaber Heinrich Schlatter | FDP FDP SP | 5 050 4 813 1 510 | 81,9 % 78,0 % 24,5 % |

### Kanton Schwyz (3 Sitze)
| Wahlkreis | Sitze | Datum            | Wahlbe- rechtigte | Anzahl Wählende | Wahlbe- teiligung | Gewählte und Nichtgewählte                                          | Partei    | Stimmen           | Anteil               |
| --------- | ----- | ---------------- | ----------------- | --------------- | ----------------- | ------------------------------------------------------------------- | --------- | ----------------- | -------------------- |
| Nr. 17    | 3     | 29. Oktober 1911 | 13 761            | 3 597           | 26,1 %            | Martin Steinegger Anton von Hettlingen Josef Anton Ferdinand Büeler | FDP KK KK | 3 211 3 139 3 104 | 94,8 % 92,7 % 91,7 % |

### Kanton Solothurn (6 Sitze)
| Wahlkreis | Sitze | Datum            | Wahlbe- rechtigte | Anzahl Wählende | Wahlbe- teiligung | Gewählte und Nichtgewählte                                                                   | Partei        | Stimmen                             | Anteil                                    |
| --------- | ----- | ---------------- | ----------------- | --------------- | ----------------- | -------------------------------------------------------------------------------------------- | ------------- | ----------------------------------- | ----------------------------------------- |
| Nr. 24    | 6     | 29. Oktober 1911 | 27 012            | 10 676          | 39,5 %            | Hans Affolter Siegfried Hartmann Max Studer Jakob Zimmermann Adrian von Arx sr. Eduard Bally | SP KK FDP FDP | 9 752 9 597 9 480 9 455 9 218 9 090 | 92,9 % 91,4 % 90,3 % 90,1 % 87,8 % 86,6 % |

### Kanton St. Gallen (15 Sitze)
| Wahlkreis | Sitze | Datum            | Wahlbe- rechtigte | Anzahl Wählende | Wahlbe- teiligung | Gewählte und Nichtgewählte                                                  | Partei      | Stimmen                 | Anteil                      |
| --------- | ----- | ---------------- | ----------------- | --------------- | ----------------- | --------------------------------------------------------------------------- | ----------- | ----------------------- | --------------------------- |
| Nr. 30    | 4     | 29. Oktober 1911 | 13 258            | 10 325          | 77,9 %            | J. A. Scherrer-Füllemann Karl Emil Wild Albert Mächler Eduard Scherrer      | DL FDP FDP  | 7 518 7 495 7 431 7 306 | 94,2 % 93,9 % 93,1 % 91,5 % |
| Nr. 31    | 4     | 29. Oktober 1911 | 14 382            | 10 976          | 76,3 %            | Ernst Schmidheiny Johann Baptist Eisenring Carl Zurburg Heinrich Otto Weber | FDP KK DL   | 8 053 7 957 7 889 7 765 | 93,1 % 92,0 % 91,2 % 89,8 % |
| Nr. 32    | 3     | 29. Oktober 1911 | 16 719            | 12 440          | 74,4 %            | Ernst Wagner Gallus Schwendener Robert Forrer                               | FDP FDP FDP | 8 530 8 523 8 421       | 92,8 % 92,7 % 91,6 %        |
| Nr. 33    | 2     | 29. Oktober 1911 | 10 472            | 7 419           | 70,9 %            | Johann Baptist Schubiger Emil Grünenfelder                                  | KK KK       | 5 133 5 132             | 92,4 % 92,4 %               |
| Nr. 34    | 2     | 29. Oktober 1911 | 9 510             | 7 370           | 77,5 %            | Othmar Staub Thomas Holenstein sr.                                          | KK KK       | 6 021 5 972             | 98,1 % 97,3 %               |

### Kanton Tessin (8 Sitze)
| Wahlkreis | Sitze | Datum            | Wahlbe- rechtigte | Anzahl Wählende | Wahlbe- teiligung | Gewählte und Nichtgewählte | Partei          | Stimmen                                         | Anteil                                                  |
| --------- | ----- | ---------------- | ----------------- | --------------- | ----------------- | --- | --------------- | ----------------------------------------------- | ------------------------------------------------------- |
| Nr. 41    | 4     | 29. Oktober 1911 | 19 084            | 6 204           | 32,5 %            | Romeo Manzoni Achille Borella Francesco Vassalli Giovanni Lurati Mario Ferri                                                       | FDP FDP KK SP   | 3 992 3 979 3 724 3 679 0 998                   | 65,7 % 65,5 % 61,3 % 60,6 % 16,4 %                      |
| Nr. 42    | 4     | 29. Oktober 1911 | 21 350            | 5 711           | 26,8 %            | Francesco Balli Giuseppe Motta Giuseppe Stoffel Evaristo Garbani-Nerini Giovanni Tamò Mario Ferri Guglielmo Canevascini Leo Macchi | LM KK FDP SP SP | 4 137 4 047 3 784 3 755 0 729 0 697 0 612 0 598 | 74,7 % 73,0 % 68,3 % 67,8 % 13,1 % 12,5 % 11,0 % 10,7 % |

### Kanton Thurgau (7 Sitze)
| Wahlkreis | Sitze | Datum            | Wahlbe- rechtigte | Anzahl Wählende | Wahlbe- teiligung | Gewählte und Nichtgewählte | Partei                  | Stimmen                                                        | Anteil                                                         |
| --------- | ----- | ---------------- | ----------------- | --------------- | ----------------- | --- | ----------------------- | -------------------------------------------------------------- | -------------------------------------------------------------- |
| Nr. 40    | 7     | 29. Oktober 1911 | 28 688            | 23 783          | 82,9 %            | Heinrich Häberlin Carl Eigenmann Alfons von Streng Emil Hofmann Adolf Germann Jakob Müller Oskar Ullmann Martin Vögelin Otto Höppli | FDP FDP KK DL FDP DL SP | 19 537 19 509 19 505 18 835 18 423 18 038 12 907 04 907 04 072 | 90,6 % 90,5 % 90,5 % 87,4 % 85,5 % 83,7 % 59,9 % 22,7 % 18,9 % |

### Kanton Uri (1 Sitz)
| Wahlkreis | Sitze | Datum            | Wahlbe- rechtigte | Anzahl Wählende | Wahlbe- teiligung | Gewählte und Nichtgewählte | Partei | Stimmen | Anteil |
| --------- | ----- | ---------------- | ----------------- | --------------- | ----------------- | -------------------------- | ------ | ------- | ------ |
| Nr. 16    | 1     | 29. Oktober 1911 | 5 081             | 1 883           | 37,1 %            | Josef Furrer               | KK     | 1 723   | 93,8 % |

### Kanton Waadt (16 Sitze)
| Wahlkreis | Sitze | Datum            | Wahlbe- rechtigte | Anzahl Wählende | Wahlbe- teiligung | Gewählte und Nichtgewählte | Partei                   | Stimmen                                               | Anteil                                                         |
| --------- | ----- | ---------------- | ----------------- | --------------- | ----------------- | --- | ------------------------ | ----------------------------------------------------- | -------------------------------------------------------------- |
| Nr. 43    | 8     | 29. Oktober 1911 | 34 289            | 8 957           | 26,1 %            | Alphonse Dubuis Félix Bonjour Alois de Meuron Émile Gaudard Charles-Eugène Fonjallaz Édouard Secretan Alexandre Emery Paul Maillefer Auguste von der Aa | FDP FDP LM FDP LM FDP SP | 6 790 6 742 6 702 6 641 6 625 6 590 6 449 6 334 2 332 | 77,8 % 77,2 % 76,8 % 76,1 % 75,9 % 75,5 % 73,9 % 72,6 % 26,7 % |
| Nr. 44    | 5     | 29. Oktober 1911 | 23 164            | 8 155           | 35,2 %            | Camille Decoppet Ernest Chuard Armand Piguet Ulysse Crisinel Jean Cavat                                                                                 | FDP FDP LM FDP FDP       | 7 720 7 654 7 504 7 450 7 304                         | 96,3 % 95,5 % 93,6 % 92,9 % 91,1 %                             |
| Nr. 45    | 3     | 29. Oktober 1911 | 14 112            | 5 912           | 41,9 %            | Henri Thélin Juste Lagier Maurice Desplands Ernest Bujard                                                                                               | FDP FDP LM               | 5 363 5 040 3 291 2 380                               | 91,1 % 85,6 % 55,9 % 40,4 %                                    |

### Kanton Wallis (6 Sitze)
| Wahlkreis | Sitze | Datum            | Wahlbe- rechtigte | Anzahl Wählende | Wahlbe- teiligung | Gewählte und Nichtgewählte                                             | Partei   | Stimmen                 | Anteil                      |
| --------- | ----- | ---------------- | ----------------- | --------------- | ----------------- | ---------------------------------------------------------------------- | -------- | ----------------------- | --------------------------- |
| Nr. 46    | 4     | 29. Oktober 1911 | 18 563            | 9 160           | 49,4 %            | Alexander Seiler Joseph Kuntschen sr. Raymond Evéquoz Charles de Preux | KK KK KK | 8 943 8 882 8 780 8 142 | 97,7 % 97,0 % 95,9 % 89,0 % |
| Nr. 47    | 2     | 29. Oktober 1911 | 12 009            | 4 649           | 38,8 %            | Jules Tissières Eugène de Lavallaz                                     | KK FDP   | 4 024 3 937             | 87,1 % 85,3 %               |

### Kanton Zug (1 Sitz)
| Wahlkreis | Sitze | Datum            | Wahlbe- rechtigte | Anzahl Wählende | Wahlbe- teiligung | Gewählte und Nichtgewählte | Partei | Stimmen | Anteil  |
| --------- | ----- | ---------------- | ----------------- | --------------- | ----------------- | -------------------------- | ------ | ------- | ------- |
| Nr. 21    | 1     | 29. Oktober 1911 | 6 709             | 1 862           | 27,8 %            | Hermann Stadlin            | FDP    | 1 676   | 100,0 % |

### Kanton Zürich (25 Sitze)
| Wahlkreis | Sitze | Datum            | Wahlbe- rechtigte | Anzahl Wählende | Wahlbe- teiligung | Gewählte und Nichtgewählte | Partei                  | Stimmen                                                                                           | Anteil                                                                                            |
| --------- | ----- | ---------------- | ----------------- | --------------- | ----------------- | --- | ----------------------- | ------------------------------------------------------------------------------------------------- | ------------------------------------------------------------------------------------------------- |
| Nr. 1     | 7     | 29. Oktober 1911 | 29 995            | 19 688          | 65,6 %            | Robert Billeter Emil Zürcher Alfred Frey Jakob Lutz Friedrich Fritschi Walter Bissegger Johann Jakob Hauser Herman Greulich Robert Seidel Paul Pflüger Emil Klöti Karl Manz-Schäppi Johannes Sigg Anton Rimathé | FDP DL FDP DL FDP SP SP | 17 456 11 331 11 177 11 175 11 078 11 005 10 968 06 649 06 515 06 340 06 056 05 522 05 468 05 421 | 64,3 % 63,6 % 62,8 % 62,8 % 62,2 % 61,8 % 61,6 % 37,3 % 36,6 % 35,6 % 34,0 % 31,0 % 30,7 % 30,4 % |
| Nr. 2     | 5     | 29. Oktober 1911 | 18 651            | 10 930          | 58,6 %            | Herman Greulich Paul Pflüger Robert Seidel Johannes Sigg Robert Grimm | SP SP SP                | 07 881 07 696 07 677 06 730 06 720                                                                | 90,7 % 88,6 % 88,4 % 77,4 % 77,3 %                                                                |
| Nr. 3     | 5     | 29. Oktober 1911 | 24 347            | 15 026          | 61,7 %            | Werner Weber Johann Jakob Abegg Johann Rudolf Amsler Heinrich Hess Karl Koller Herman Greulich Robert Seidel Hans Wirz Johannes Heusser Bernhard Kaufmann                                                       | FDP LM DL FDP SP SP     | 09 258 09 014 09 007 08 932 08 903 03 679 03 503 03 418 03 299 03 208                             | 71,6 % 69,8 % 69,7 % 69,1 % 68,9 % 28,4 % 27,1 % 26,4 % 25,5 % 24,8 %                             |
| Nr. 4     | 5     | 29. Oktober 1911 | 24 980            | 17 698          | 70,8 %            | Friedrich Studer Hans Sträuli Friedrich Ottiker Eduard Sulzer Julius Gujer Robert Wirz Hans Schenkel Moritz Fähndrich August Huggler                                                                            | SP DL FDP SP SP         | 12 168 09 619 09 205 09 174 08 600 05 869 05 836 05 149 05 040                                    | 79,4 % 62,7 % 60,0 % 59,8 % 56,1 % 38,3 % 38,0 % 33,6 % 32,8 %                                    |
| Nr. 5     | 3     | 29. Oktober 1911 | 13 288            | 9 523           | 71,7 %            | Konrad Hörni Jakob Walder David Ringger Johannes Heusser Adolf Gasser Bernhard Kaufmann | DL DL SP SP             | 05 209 05 197 05 149 01 475 01 452 01 440                                                         | 65,6 % 65,5 % 64,9 % 18,5 % 18,3 % 18,1 %                                                         |

## Ersatzwahlen bis 1914
Aufgrund von Vakanzen während der darauf folgenden 22. Legislaturperiode fanden in 13 Wahlkreisen 24 Ersatzwahlen statt.
| Wahlkreis / Kanton | Ersatz für                     | Datum                        | Wahlbe- rechtigte | Anzahl Wählende | Wahlbe- teiligung | Gewählte und Nichtgewählte                           | Partei     | Stimmen              | Anteil               |
| ------------------ | ------------------------------ | ---------------------------- | ----------------- | --------------- | ----------------- | ---------------------------------------------------- | ---------- | -------------------- | -------------------- |
| Nr. 1 (ZH)         | Johann Jakob Hauser            | 31. August 1913              | 31 096            | 17 451          | 56,1 %            | Robert Schmid Karl Manz                              | FDP SP     | 10 716 05 491        | 61,4 % 31,5 %        |
| Nr. 3 (ZH)         | Werner Weber                   | 3. März 1912                 | 24 595            | 15 407          | 62,6 %            | Emil Rellstab Hans Wirz                              | FDP SP     | 08 430 06 330        | 54,7 % 41,4 %        |
| Nr. 3 (ZH)         | Johann Jakob Abegg             | 24. März 1912                | 24 557            | 16 621          | 67,6 %            | Theodor Odinga Hans Wirz                             | FDP SP     | 09 021 07 514        | 54,3 % 45,2 %        |
| Nr. 4 (ZH)         | Eduard Sulzer                  | 4. Mai 1913                  | 25 463            | 17 655          | 69,3 %            | Hans Schenkel Jakob Zwingli Robert Wehrlin           | SP DL FDP  | 07 290 05 872 04 382 | 41,3 % 33,3 % 24,8 % |
| Nr. 4 (ZH)         | Eduard Sulzer                  | 18. Mai 1913 (2. Wahlgang)   | 25 522            | 19 576          | 76,7 %            | Hans Schenkel Jakob Zwingli                          | SP DL      | 09 845 08 387        | 50,3 % 42,8 %        |
| Nr. 11 (BE)        | Virgile Rossel                 | 28. April 1912               | 14 172            | 9 907           | 69,9 %            | Robert Savoye Émile Ryser                            | FDP SP     | 05 048 04 859        | 51,0 % 49,0 %        |
| Nr. 11 (BE)        | Albert Gobat                   | 17. Mai 1914                 | 14 162            | 10 594          | 74,8 %            | Émile Ryser Ernest Frepp                             | SP FDP     | 05 443 05 151        | 51,4 % 48,6 %        |
| Nr. 25 (BS)        | Alfred Brüstlein               | 4. Februar 1912              | 45 828            | 34 401          | 75,0 %            | Eugen Wullschleger Albert Joos                       | SP KK      | 07 324 03 659        | 66,7 % 33,3 %        |
| Nr. 26 (BL)        | Johannes Suter                 | 23. Juni 1912                | 16 159            | 6 036           | 36,3 %            | Gustav Adolf Seiler Albert Grieder Theophil Zumthor  | DVV FDP SP | 01 937 01 790 01 288 | 32,1 % 29,7 % 21,3 % |
| Nr. 26 (BL)        | Johannes Suter                 | 14. Juli 1912 (2. Wahlgang)  | 16 385            | 6 973           | 42,6 %            | Albert Grieder Gustav Adolf Seiler Theophil Zumthor  | FDP DVV SP | 02 778 02 389 01 653 | 39,8 % 34,3 % 23,7 % |
| Nr. 26 (BL)        | Jakob Buser                    | 28. Dezember 1913            | 16 348            | 4 642           | 28,4 %            | Gustav Adolf Seiler                                  | DVV        | 03 860               | 83,2 %               |
| Nr. 37 (AG)        | Hans Müri                      | 28. April 1912               | 15 940            | 10 353          | 64,9 %            | Emil Keller Otto Suter                               | FDP SP     | 06 145 02 850        | 59,4 % 27,5 %        |
| Nr. 41 (TI)        | Romeo Manzoni                  | 22. Dezember 1912            | 18 946            | 3 020           | 15,9 %            | Antonio Fusoni                                       | FDP        | 02 904               | 96,2 %               |
| Nr. 41 (TI)        | Giovanni Lurati                | 15. März 1914                | 19 132            | 5 493           | 28,7 %            | Angelo Tarchini Mario Ferri                          | KK SP      | 03 617 01 825        | 65,8 % 33,2 %        |
| Nr. 42 (TI)        | Giuseppe Motta                 | 14. Januar 1912              | 21 063            | 3 936           | 18,7 %            | Giuseppe Cattori                                     | KK         | 03 809               | 96,8 %               |
| Nr. 42 (TI)        | Giuseppe Stoffel               | 1. März 1914                 | 21 428            | 4 149           | 19,4 %            | Brenno Bertoni Giovanni Tamò                         | FDP SP     | 02 981 00 961        | 71,9 % 23,2 %        |
| Nr. 43 (VD)        | Alphonse Dubuis                | 23. Februar 1913             | 35 244            | 13 801          | 39,2 %            | Alfred Pilliod Gabriel Amiguet-Massard               | FDP FDP    | 0 9241 04 468        | 67,0 % 32,4 %        |
| Nr. 44 (VD)        | Jean Cavat                     | 4. Februar 1912              | 24 732            | 16 096          | 65,1 %            | Louis Reymond Paul Golay                             | FDP SP     | 12 357 03 249        | 76,8 % 20,2 %        |
| Nr. 44 (VD)        | Camille Decoppet               | 29. September 1912           | 24 317            | 7 218           | 29,7 %            | Henri Grobet Paul Golay                              | FDP SP     | 05 962 01 155        | 82,6 % 16,0 %        |
| Nr. 44 (VD)        | Alphonse Dubuis                | 3. August 1913               | 24 424            | 4 910           | 10,1 %            | Fritz Bosset                                         | FDP        | 4 829                | 98,4 %               |
| Nr. 45 (VD)        | Henri Thélin                   | 28. August 1912              | 14 280            | 6 385           | 44,7 %            | Alfred Jaton Ernest Bujard                           | FDP LM     | 03 988 02 372        | 62,5 % 37,2 %        |
| Nr. 45 (VD)        | Maurice Desplands Juste Lagier | 22. Februar 1914             | 14 446            | 5 530           | 38,3 %            | John-Henri Mermoud Jean Yersin                       | FDP LM     | 05 361 05 345        | 96,9 % 96,7 %        |
| Nr. 48 (NE)        | Louis Perrier                  | 13. April 1912               | 31 314            | 17 228          | 55,0 %            | Ernest-Paul Graber Fritz Henri Mentha Eugène Bonhôte | SP FDP LM  | 06 825 06 252 04 151 | 39,6 % 36,3 % 24,1 % |
| Nr. 48 (NE)        | Louis Perrier                  | 20. April 1912 (2. Wahlgang) | 31 318            | 19 308          | 61,7 %            | Ernest-Paul Graber Fritz Henri Mentha                | SP FDP     | 10 010 09 258        | 53,7 % 41,6 %        |
| Nr. 48 (NE)        | Jules Calame                   | 27. Oktober 1912             | 31 355            | 1 288           | 4,1 %             | Eugène Bonhôte                                       | LM         | 01 288               | 100,0 %              |
| Nr. 48 (NE)        | Louis-Alexandre Martin         | 16. November 1913            | 31 660            | 16 836          | 53,2 %            | Auguste Leuba Achille Grospierre                     | FDP SP     | 09 854 06 827        | 58,5 % 40,6 %        |

## Quelle
- Erich Gruner: Die Wahlen in den Schweizerischen Nationalrat 1848–1919. Band 3. Francke Verlag, Bern 1978, ISBN 3-7720-1445-3, S. 299–310.